# Concrete Jungle (The OST)
Concrete Jungle (The OST) es un álbum recopilatorio de la banda estadounidense de metalcore Bad Omens, lanzado el 31 de mayo de 2024. Fue descrito por el grupo como una "extensión experimental" de su álbum anterior The Death of Peace of Mind (2022), contiene nuevas canciones, remezclas y versiones en vivo de temas del álbum anterior y dos sencillos, "V.A.N" y "The Drain", así como colaboraciones con varios artistas.

## Lanzamiento y promoción
El 24 de enero de 2024, Bad Omens lanzó el sencillo "V.A.N" con la participación de la cantante estadounidense Poppy.
El 17 de abril lanzaron el sencillo "The Drain" en colaboración con Health y Swarm, sampleando la canción "The Death of Peace of Mind".
Concrete Jungle [The OST] se lanzó en descarga digital y transmisión el 31 de mayo de 2024. El 7 de agosto, Concrete Jungle [The OST] y The Death of Peace of Mind se lanzaron en CD exclusivamente en Japón en un conjunto de dos discos.

## Lista de canciones
| N.º | Título                                                       | Duración |  |
| 1.  | «C:\Projects\CJOST\BEATDEATH»                                | 3:40     |  |
| 2.  | «V.A.N» (con Poppy)                                          | 4:34     |  |
| 3.  | «The Drain» (con Health y Swarm)                             | 3:45     |  |
| 4.  | «Terms & Conditions» (con Bob Vylan)                         | 2:07     |  |
| 5.  | «Hedonist [Recharged]» (con Wargasm)                         | 3:23     |  |
| 6.  | «Even»                                                       | 2:58     |  |
| 7.  | «Loading Screen»                                             | 1:53     |  |
| 8.  | «Anything > Human» (con Erra)                                | 3:24     |  |
| 9.  | «Digital Footprint»                                          | 4:46     |  |
| 10. | «Nervous System» (con Iris.exe)                              | 3:20     |  |
| 11. | «C:\Projects\CJOST\FINDPEACE»                                | 0:58     |  |
| 12. | «Artificial Suicide (Unzipped)» (con Thousand Below)         | 3:22     |  |
| 13. | «The Grey (Unzipped)» (con Thousand Below)                   | 2:55     |  |
| 14. | «The Death of Peace of Mind (We Are Fury Patch)»             | 3:15     |  |
| 15. | «The Death of Peace of Mind (So Wylie Patch)» (con So Wylie) | 3:45     |  |
| 16. | «Bad Decisions (Lofi)»                                       | 4:05     |  |
| 17. | «Just Pretend (Credits)»                                     | 3:59     |  |
| 18. | «C:\Projects\CJOST\CLEARMIND»                                | 0:57     |  |
| 19. | «Artificial Suicide (Live 2024)»                             | 4:15     |  |
| 20. | «Like a Villain (Live 2024)»                                 | 4:10     |  |
| 21. | «The Grey (Live 2024)»                                       | 4:29     |  |
| 22. | «What Do You Want from Me? (Live 2024)»                      | 3:44     |  |
| 23. | «Nowhere to Go (Live 2024)»                                  | 4:54     |  |
| 24. | «V.A.N (Live 2024)» (con Poppy)                              | 3:38     |  |
| 25. | «The Death of Peace of Mind (Live 2024)»                     | 4:54     |  |
| 26. | «Just Pretend (Live 2024)»                                   | 9:47     |  |

## Personal
Bad Omens
- Noah Sebastian – Voz
- Joakim Karlsson – Guitarra líder
- Nicholas Ruffilo – Bajo
- Nick Folio – Batería, percusión

Músicos adicionales
- Poppy: voz (pista 2 y 24).
- Bob Vylan: voz (pista 4).
- Wargasm: Actuación invitada (pista 5).
  - Milkie Way - Voces
  - Sam Matlock - Voces
- Erra: Actuación invitada (pista 8).
  - J.T. Cavey - Voces